# 阿蘇惟豊
阿蘇 惟豊（あそ これとよ）は、戦国時代の武将。肥後国の戦国大名。阿蘇氏（阿蘇神社大宮司）。甲斐親宣・親直（宗運）父子の補佐を受け、阿蘇氏の最盛期を築いた。阿蘇五ヶ所衆の一人。

## 生涯
明応2年（1493年）、阿蘇氏当主・阿蘇惟憲の子として誕生。
永正2年（1505年）、肥後守護の菊池氏を乗っ取った兄・惟長（菊池武経）に家督を譲られ、当主となる。ところが永正10年（1513年）、阿蘇氏当主への復帰を目論んだ惟長の攻撃を受け、日向国へ逃れる。高千穂鞍岡の国人・甲斐親宣の支援を受け、永正14年（1517年）に阿蘇氏の本拠地・矢部を奪還する。その後も惟長とその子・惟前と抗争を繰り広げ、天文12年（1543年）に堅志田城を落として惟前を敗走させ、30年に及んだ阿蘇氏の分裂に事実上の終止符を打った。
天文18年（1549年）、朝廷に御所修理料として1万疋を献納し、後奈良天皇から従二位に叙せられた。また天文9年（1540年）、後奈良天皇宸筆の「般若心経」を受納し、阿蘇上宮に社納したという。
娘が大友家重臣入田親誠に正室として嫁いでいたため、二階崩れの変で主家を追われた親誠を保護したが、同事件の元凶の一人であった事を嫌って天文19年（1550年）に誅殺している。
永禄2年（1559年）、死去。墓地は熊本県山都町下市の通潤橋や岩尾城がよく見える位置にある。